# Нерозв'язані проблеми лінгвістики
Питання, перераховані нижче, стосуються нерозв'язаних проблем лінгвістики, тобто тих, для яких не існує рішення. Інші можуть бути позначені як предмет дискусій, отже, це ті проблеми, єдиного рішення для яких (поки) не існує, а є тільки думки окремих лінгвістичних шкіл та вчених.

## Загальні уявлення
- Чи є універсальне визначення слова?
- Чи існує універсальне визначення речення?
- Чи існують універсальні граматичні категорії, які присутні у всіх мовах?
- Чи можуть елементи, що містяться в словах (морфемах), а також у реченнях (синтагми), явно слідувати тим же принципам?
- Як розмежувати мови і діалекти?
- Як з'явилася граматика?
- Як виникли креольські мови?
- Що таке категорія оцінки?

## Мови
- Походження мови є головною невирішеною проблемою, незважаючи на багатовіковий інтерес до цієї теми.
- Некласифіковані мови (мови, чия генетична належність не з'ясована, головним чином через брак матеріалу).
- Окремий випадок становлять ізольовані мови.
- Нерозшифровані писемності.

## Психолінгвістика
- Походження мови.
  - Виникнення граматики[1]
- Засвоєння мови:
  - Спірно: засвоєння мови дітьми (початкове засвоєння мови). Як саме діти вчать мову? По-перше, дебати представлені двома протилежними думками: психологічним нативізмом, тобто здатністю мови бути «вшитою» в мозок людини, і навчання мови з «чистого аркуша», при цьому мається на увазі, що мова набувається в результаті взаємодії з навколишнім світом. По-друге, це дебати навколо проблеми природа і виховання.
  - Методика вивчення іноземної мови: як мова розташовується в мозку людини? Чи є особлива зона в мозку, відповідальна за розвиток мовних здібностей, чи мова займає «чужі» області?
  - Як можна пояснити, чому кінцеві навички вивчення іноземної мови, як правило, менше залежать від здібностей носія мови, оскільки ті хто вивчають іноземну мови мають різний рівень успішності?
  - Засвоєння мови тваринами: наскільки можна навчити тварин мови (наприклад, синтаксису)?
- Загальне питання: чи можна провести етико-психолінгвістичний експеримент, щоб відповісти на ці питання?

## Переклад
- Чи є об'єктивний еталон якості перекладу? [2]